# Blindschaken

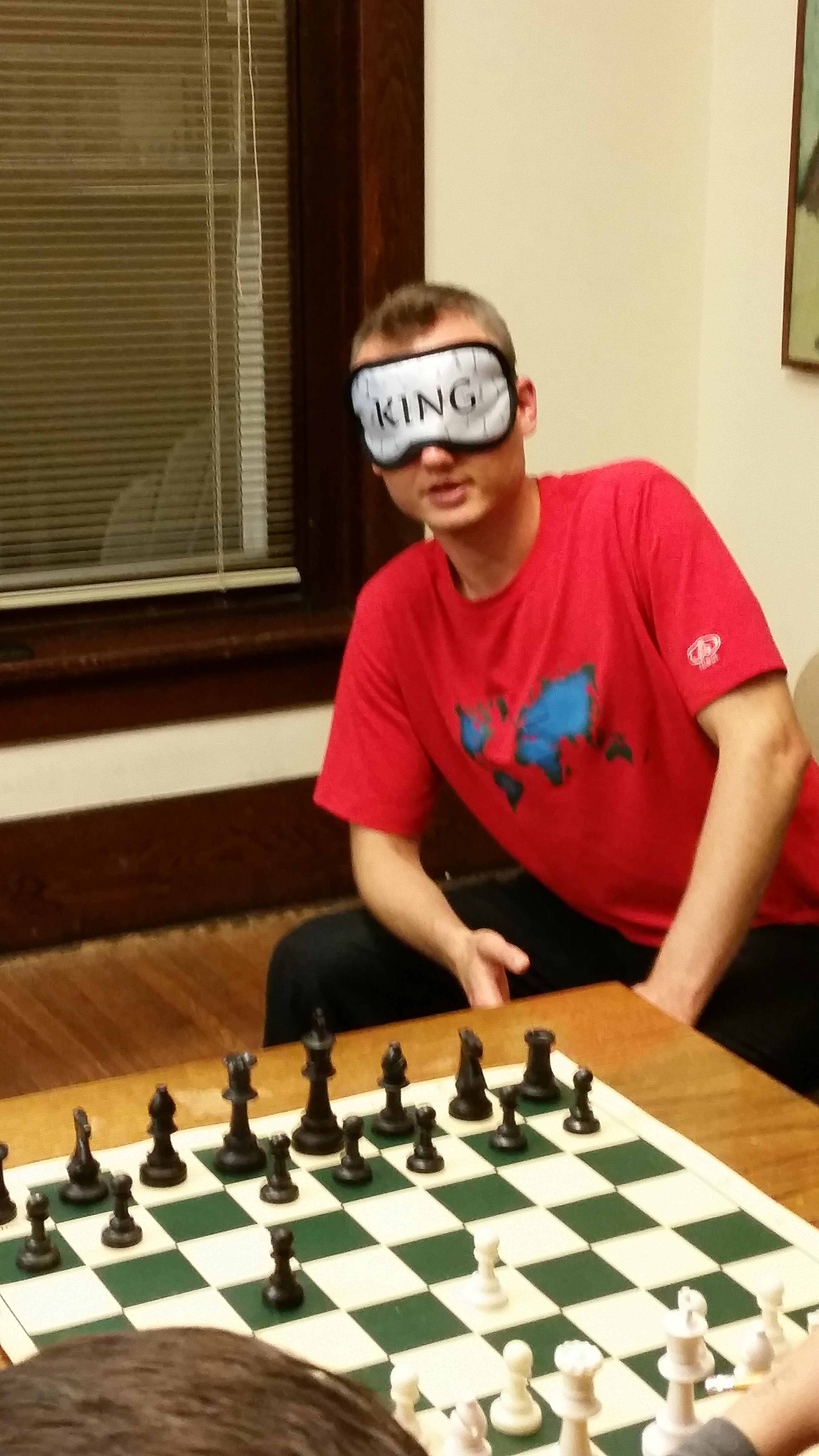
Timur Garayev is een beroemde blindschaker

Blindschaken (niet te verwarren met schaken voor blinden) is een vorm van schaken waarbij minstens een van de spelers geen gebruik maakt van het bord of de stukken, maar alle zetten uit het hoofd doet en die communiceert naar de tegenstander. De tegenwoordige meesters en grootmeesters kunnen vrijwel allen blindschaken, sommigen spelen zelfs blindsimultaans over vijf of meer partijen tegelijk. Ze onthouden bepaalde logische patronen van het spel en geen losse stellingen.

## Beschrijving
Bij het blindschaken delen spelers elkaar mondeling mee welke zetten ze doen. Volgens de FIDE-regels geschiedt dat in het Duits, maar de arbiter kan ook een andere taal opgeven.

## Geschiedenis

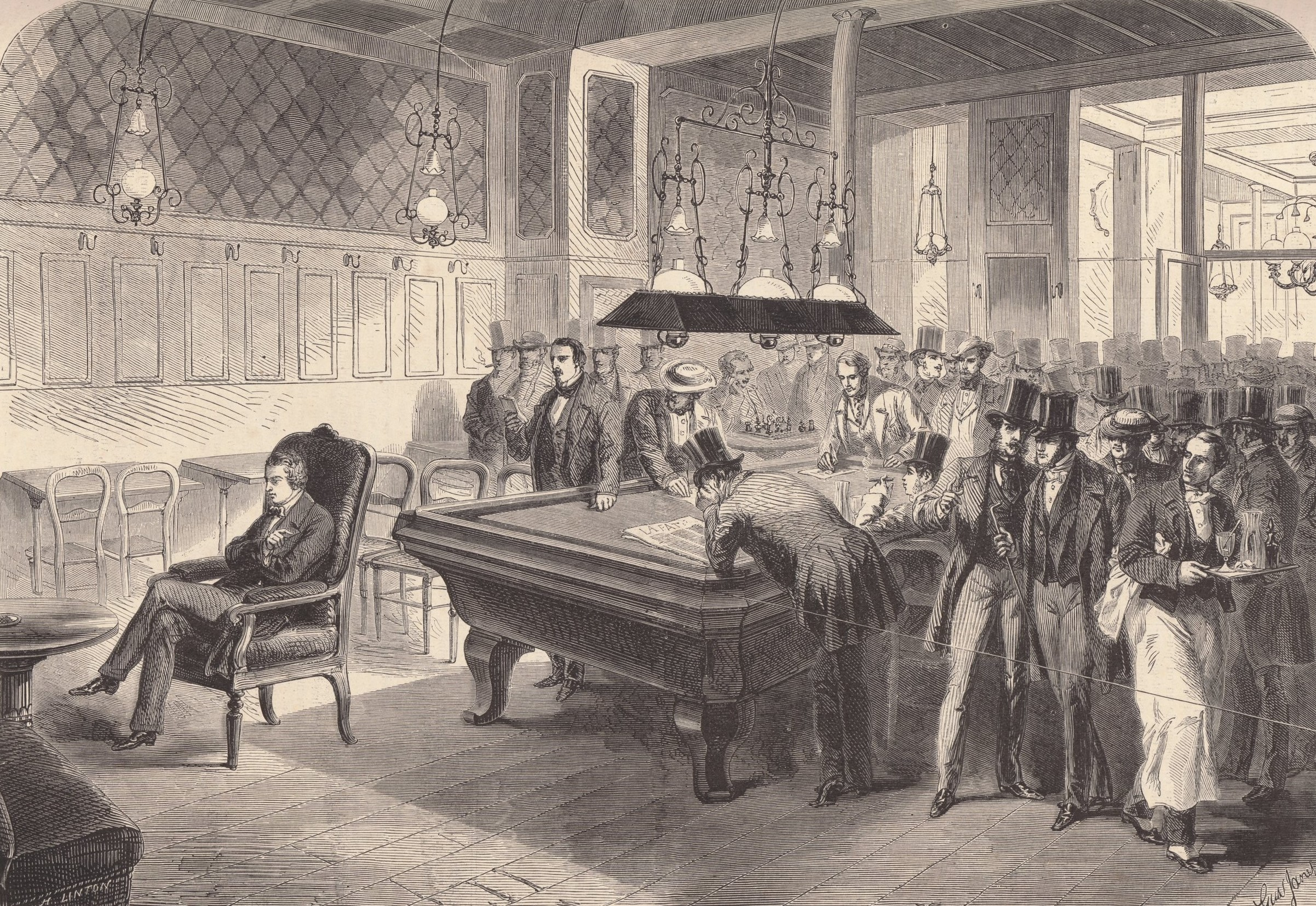
Paul Morphy geeft een demonstratie blindschaken in de Café de la Régence

Een schaker die bekendstond om zijn blindsimultaans was François Philidor.
In Nederland had het blindschaken in de negentiende eeuw nog nauwelijks zijn intrede gedaan. De eerste spelers die dit kunstje op kleine schaal verstonden waren R. Heeren (Strijdt met Beleid, Nijmegen), Thomas Werndly (Pallas, Deventer), en Willem Verbeek (Sissa, Wijk bij Duurstede). Het was dan ook een spektakel en een primeur in Nederland toen Joost Pinedo in 1862 een demonstratie gaf met het blindschaken tegen zes tot tien borden tegelijkertijd. Hiermee was hij de eerste Nederlander die zich min of meer kon meten met het niveau van de drie grote namendie toentertijd in de schaakwereld rondzongen: Paul Morphy (die in 1858 met acht van Parijs' sterkste schakers speelde, met een score van +6=2), Louis Paulsen (die tegen tien borden tegelijkertijd kon blindschaken) en Joseph Blackburne (die zijn kost verdiende met blindsimultaanschaakdemonstraties, zoals hij ook in 1873 in Den Haag zou doen).
In de Sovjet-Unie werden toernooien simultaan blindschaken in 1930 verboden om gezondheidsredenen. Het zou niet goed voor het denkvermogen zijn om veel borden tegelijk te onthouden.
De Belgische schaker George Koltanowski was gespecialiseerd in het blindschaken. Hij speelde in 1937 in Edinburgh tegen 34 tegenstanders. Na 13½ uur had hij 24 partijen gewonnen en 10 remise gespeeld. Dit wordt algemeen gezien als het record. Latere claims zijn niet controleerbaar gebleken.
Een bekend toernooi waar blind geschaakt werd was het jaarlijkse Ambertoernooi.